# William Schallert
William Joseph Schallert (Los Angeles, 6 juli 1922 – Pacific Palisades (Los Angeles), 8 mei 2016) was een Amerikaans acteur.

## Biografie
Schallert werd geboren in Los Angeles en begon zijn carrière als nieuwslezer in Cleveland. In 1947 begon hij met acteren. Hij speelde in meer dan driehonderd films en televisieseries.
Schallert was vanaf 1949 getrouwd en kreeg uit dit huwelijk vier kinderen. Naast acteur was hij ook componist, pianist en zanger.

## Filmografie

### Films
Selectie:
- 1993: Beethoven's 2nd – als Steve
- 1987: Innerspace – als dr. Greenbush
- 1984: Gremlins – als pastoor Bartlett
- 1983: Twilight Zone: The Movie – als pastoor
- 1983: Grace Kelly – als pastoor Tucker
- 1980: Hangar 18 – als professor Mills
- 1979: The Jerk – als rechter M.A. Loring
- 1973: Charley Varrick – als sheriff Bill Horton
- 1969: Sam Whiskey – als mr. Perkins
- 1967: In the Heat of the Night – als burgemeester Schubert
- 1959: Pillow Talk – als hotel klerk
- 1958: The Tarnished Angels – als Ted Baker
- 1957: Band of Angels – als luitenant van de Union
- 1957: The Incredible Shrinking Man – als dr. Arthur Bramson
- 1956: Written on the Wind – als Jack Williams
- 1956: Friendly Persuasion – als jonge echtgenoot
- 1956: Gunslinger – als marshal Scott Hood
- 1952: Invasion U.S.A. – als nieuwslezer
- 1952: Storm over Tibet – als Aylen
- 1952: Singin' in the Rain – als boodschapper op scherm
- 1951: Anne of the Indies – als piraat

### Televisieseries
Selectie:
- 2008-2011: True Blood – als burgemeester Norris – 3 afl.
- 2009: Desperate Housewives – als Ken – 2 afl.
- 1994-1996: Dream On – als vader van Judith – 4 afl.
- 1991-1992: The Torkelsons – als Wesley Hodges – 20 afl.
- 1988-1989: War and Remembrance – als Harry Hopkins – 12 afl.
- 1985-1988: Still the Beaver – als mr. Bloomgarden – 3 afl.
- 1986-1988: The New Gidget – als Russell Lawrence – 44 afl.
- 1986-1987: St. Elsewhere – als dr. Olan Standley – 3 afl.
- 1986: North and South, Book II – als generaal Robert E. Lee – 6 afl.
- 1980-1981: The Waltons – als Stanley Perkins – 4 afl.
- 1980: The Misadventures of Sheriff Lobo – als burgemeester Hawkins – 3 afl.
- 1977-1978: The Hardy Boys/Nancy Drew Mysteries – als Carson Drew – 11 afl.
- 1976-1977: The Nancy Walker Show – als Teddy Futterman – 13 afl.
- 1971: The Man and the City – als Borden – 3 afl.
- 1967-1968: Get Smart – als admiraal Hargrade – 4 afl.
- 1963-1966: The Patty Duke Show – als Martin Lane – 104 afl.
- 1959-1962: The Many Loves of Dobie Gillis – als mr. Leander Pomfritt – 24 afl.
- 1959-1960: Philip Marlowe – als Manny Harris – 5 afl.
- 1958-1959: Steve Canyon – als Karl Richmond – 3 afl.
- 1957-1958: The Adventures of Jim Bowie – als Justinian Tebbs – 8 afl.
- 1958: Hey, Jeannie! – als Herbert – 4 afl.
- 1955: Commando Cody: Sky Marshal of the Universe – als Ted Richards – 3 afl.

- Bibliothèque nationale de France: cb16973450c (data)
- Gemeinsame Normdatei: 1061265870
- International Standard Name Identifier: 0000 0000 2849 4568
- Library of Congress Control Number: n86105750
- Istituto Centrale per il Catalogo Unico: LO1V364095
- Virtual International Authority File: 23625246
- WorldCat: E39PBJmxXxDcbBbgrhwtfqV6Kd